# Osiedle Nikutowo (Mrągowo)
Osiedle Nikutowo [ɔˈɕɛdlɛ niku'towo] ist ein Stadtviertel in der polnischen Stadt Mrągowo (deutsch Sensburg). Mrągowo ist das Zentrum des Powiat Mrągowski (Kreis Sensburg) in der Woiwodschaft Ermland-Masuren.

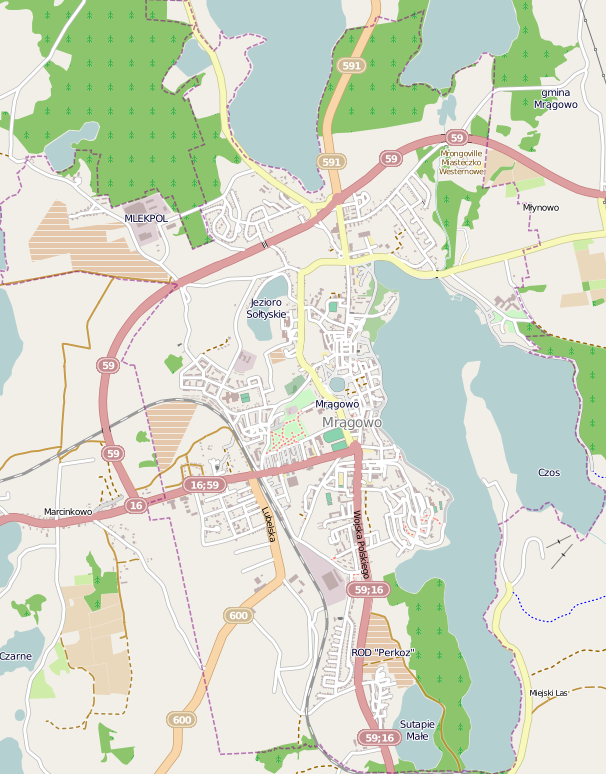
Plan der Stadt Mrągowo

Osiedle Nikutowo liegt im Südosten der Stadt Mrągowo am Ostufer des Jezioro Sutapie Małe. 

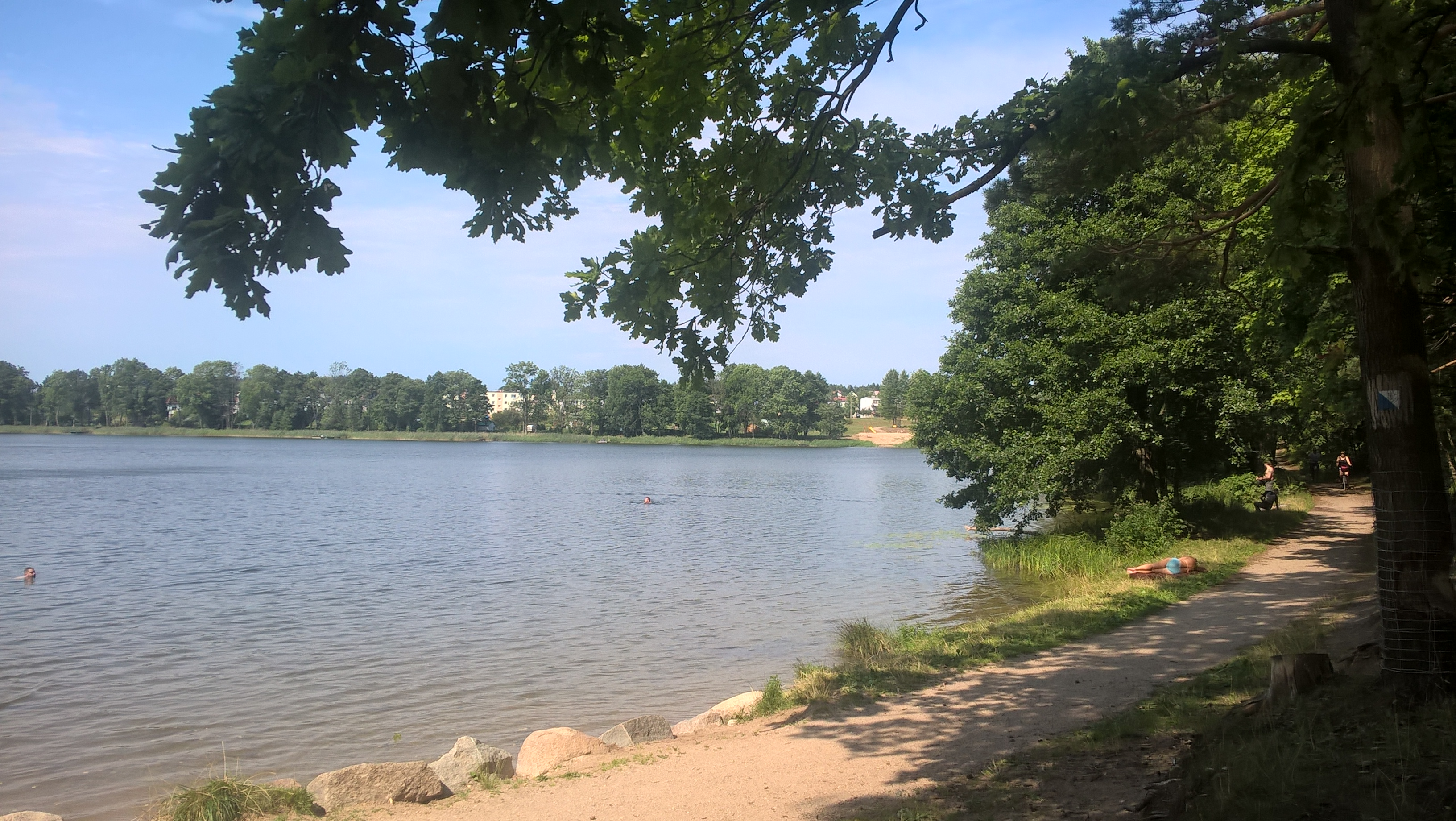
Der Jezioro Sutapie Małe im Osten der Osiedle Nikutowo

Auf der Westseite des Stadtviertels verläuft die gemeinsame Trasse der beiden polnischen Landesstraßen DK 16 und DK 59 (einstige deutsche Reichsstraßen 127 bzw. 140). Jenseits der Grenze im Norden befindet sich die Ogródki Działkowe „Pekoz“ (Kleingarten-Kolonie). Im Südwesten schließt sich – bereits auf dem Gebiet der Gmina Mrągowo (Landgemeinde Sensburg) gelegen – das Dorf Nikutowo (deutsch Nikutowen, 1938 bis 1945 Niekuten) an. Irgendwelche historische Beziehungen der namensgleichen Orte sind nicht belegt.

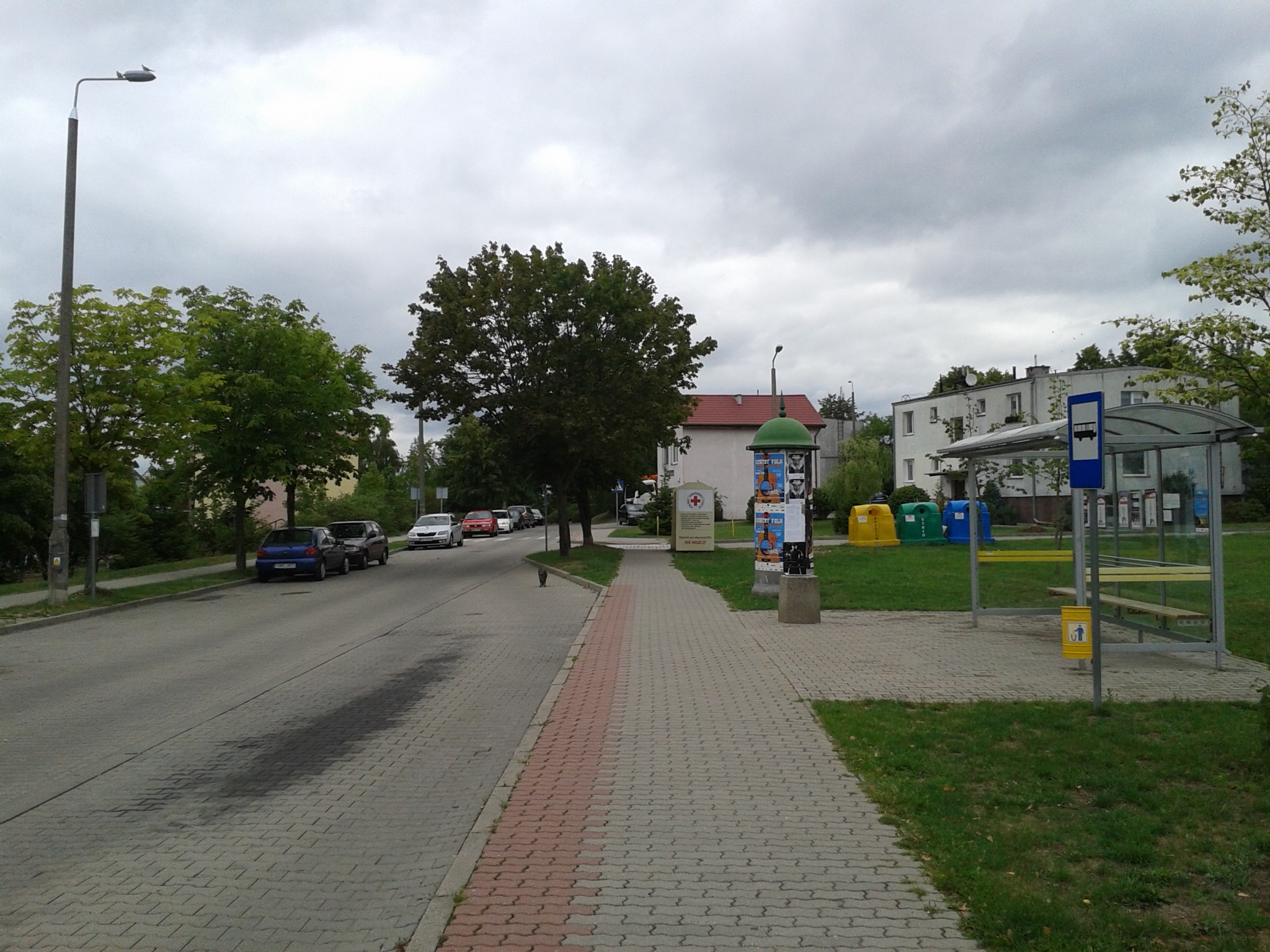
Stadtbushaltestelle Osiedle Nikutowo

Durch die Osiedle Nikutowo verlaufen zwei Hauptstraßenzüge, die beide den Namen „Osiedle Nikutowo“ tragen und an die sich 60 Hauseinheiten reihen. Von hier verläuft eine Stadtbuslinie, die die Bewohner mit dem Stadtzentrum verbindet.